# Saint-Pont
Saint-Pont é uma comuna francesa na região administrativa de Auvérnia-Ródano-Alpes, no departamento Allier. Estende-se por uma área de 12,43 km². Em 2010 a comuna tinha 683 habitantes (densidade: 54,9 hab./km²).